# Leptactina papyrophloea
Leptactina papyrophloea är en måreväxtart som beskrevs av Bernard Verdcourt. Leptactina papyrophloea ingår i släktet Leptactina och familjen måreväxter. IUCN kategoriserar arten globalt som starkt hotad. Inga underarter finns listade i Catalogue of Life.